# Clit (Band)
Clit war eine Band der Neuen Deutschen Welle aus Braunschweig.
Clit wurde 1979 von den fünf Braunschweiger Musikern Wilfried Jeschke, Thomas Mailänder, Ulrich Lißner, Ralf Bothe und Jürgen Köpke gegründet. Diese Besetzung blieb bis zur Trennung 1985 stabil. In den gemeinsamen Jahren gab die Band zahlreiche Konzerte und spielte zwei Alben und vier Singles ein. 

## Diskografie
- 1981: Secondary Boulevard Talk/When the Leaves are Falling (7’’-Single; Eigenverlag)
- 1982: Keine Probleme Marlene/Alles im Eimer (7’’-Single, Repertoire Records, TELDEC)
- 1982: Der Marathonlauf (LP; Repertoire Records, TELDEC)
- 1982: Der Marathonlauf/Frau sein (7’’-Single, Repertoire Records)
- 1982: Schon gespeichert/Der Marathonlauf (7’’-Single, Repertoire Records)
- 1984: Von Zeit zu Zeit (LP; Project Records / Eigenverlag)

- 1989: Various – Da, Da, Da Das War Die … Neue Deutsche Welle (Sampler; Repertoire Records)
- 1995: Various – Es Geht Voran! – 30 Neue Deutsche Welle Tracks 1 (2×CD, Sounds Direct)